# Сандра Паович
Сандра Паович (хорв. Sandra Paović, народилася 15 квітня 1983 року у Вуковарі) — хорватська тенісистка (гравець в настільний теніс, яка виступала на Олімпійських іграх 2008 року та Паралімпійських іграх 2016 року. Чемпіонка Паралімпійських ігор 2016 року, паралімпійська чемпіонка світу 2014 року і паралімпійська чемпіонка Європи 2013 і 2015 років в одиночних розрядах. Краща паралімпійська тенісистка (настільний теніс) 2014 року за версією ITTF.

## Біографія
Народилася у Вуковарі, дитинство провела в громаді Борово. Під час війни в Хорватії переїхала з сім'єю в Союзну Республіку Югославію, осівши з батьками в воєводинському місті Змаєво. Почала кар'єру гравця в настільний теніс в місцевому клубі, виступала за команду Югославії. Бронзовий призер чемпіонату Європи 1996 року серед юніорок в парному розряді, в 1997 році представляла Югославію на Середземноморських іграх.
У 1998 році сім'я повернулася в Хорватію, за яку Сандра почала виступати. На юніорському чемпіонаті Європи 1998 року виграла золоті медалі в особистому, командному та змішаному розряду за Хорватії. Почала клубну кар'єру, в 2000 році стала бронзовим призером чемпіонату Європи в міксті, у 2003 та 2005 роках ставала срібним призером у командній першості. Виступала в 2005—2007 роках в Німеччині за команду «Анрохт», пізніше грала за французький «Мондевілль». У 2008 році стала бронзовим призером чемпіонату Європи у командній першості, а в тому ж році на Олімпіаді в Пекіні дійшла до другого раунду, програвши представниці Іспанії Шен Янфей. У командній першості збірна не вийшла з групи і не потрапила в медальний раунд.
30 січня 2009 під Парижем команда клубу «Мондевілль» потрапила в автокатастрофу: клубний автобус перекинувся на дорозі. Якщо багато її одноклубниць відбулися легкими ушкодженнями, то Сандра, яка перебувала на правому задньому сидінні, отримала небезпечні травми і перебувала на межі загибелі. Через ушкодження спинного мозку у неї були паралізовані руки і ноги, і лікарі давали невтішні прогнози, зводячи шанси Сандри рухати руками і ногами до мінімуму. Однак інтенсивне лікування протягом року у Франції, а з квітня і в швейцарському Люцерні, де Сандрі зробили кілька операцій, допомогло врятувати дівчину. 19 грудня 2009 після завершення першої стадії реабілітації Сандра повернулася в Вуковар: на її лікування гроші збирали буквально всім світом. У 2009 році Сандрі присудили премію «Гордість Хорватії».
Після повернення Сандра переключилася на паралімпійський настільний теніс і стала виступати в класі C6 (особи, що перенесли травму спинного мозку). Як паралімпійська спортсменка вона виступила в 2013 році на чемпіонаті Європи в Ліньяно, вигравши золоту медаль в одиночному розряді. За рік перемогла в Пекіні в одиночному розряді, ще за рік виграла чемпіонат Європи у Вейлі. На Паралімпіаді 2016 року в Ріо-де-Жанейро значилася беззаперечним фаворитом, вигравши в підсумку у фіналі у німкені Штефані Гребе.
29 липня 2014 року Сандра вийшла заміж за Даніеля Лазова. На весіллі був присутній мер Загреба Мілан Бандич.